# IC 2327
IC 2327 ist eine Spiralgalaxie vom Hubble-Typ Sa im Sternbild Hydra südlich der Ekliptik. Sie ist schätzungsweise 114 Millionen Lichtjahre von der Milchstraße entfernt und hat einen Durchmesser von etwa 45.000 Lj.

Im selben Himmelsareal befindet sich u. a. die Galaxie IC 503.
Das Objekt wurde am 15. Februar 1898 von Stéphane Javelle entdeckt.